# Цзянханьская равнина

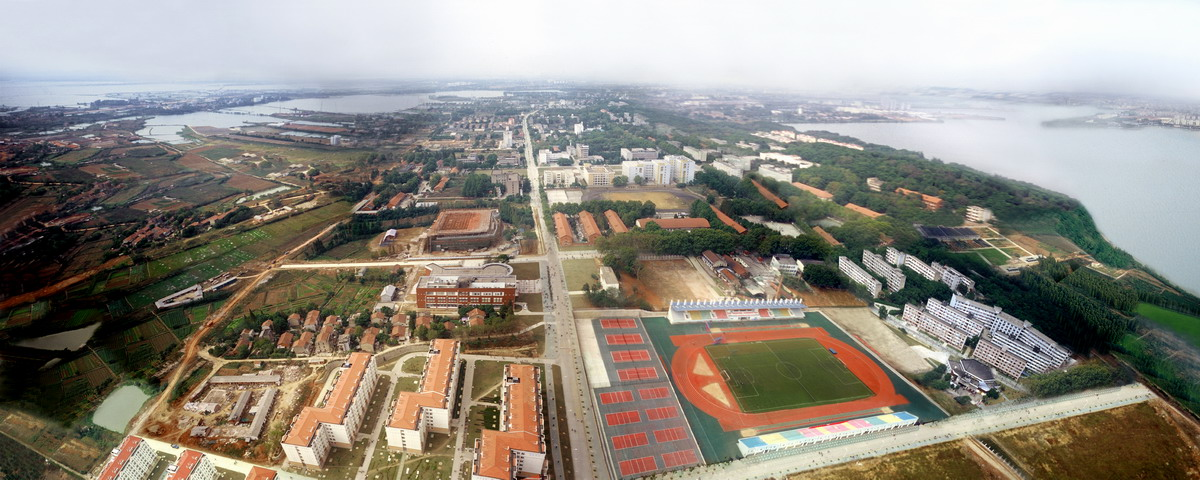
Центральнокитайский сельскохозяйственный университет в Ухане — типичный ландшафт Цзянханьскай равнины, преобразованный урбанизацией

Цзянха́ньская равни́на (кит. 江汉平原) — аллювиальная равнина в Китае, расположенная в бассейне нижнего течения Янцзы ("Цзян") и её притока реки Ханьшуй ("Хань").
Площадь равнины составляет около 100 000 км². Поверхность плоская, по окраинам — холмистая; пересечена многочисленными реками и судоходными каналами, местами заболочена. Множество озёр, крупнейшее из которых — Дунтинху. Летом на реках — высокое половодье, случаются наводнения, для защиты от которых русла ограждены дамбами.

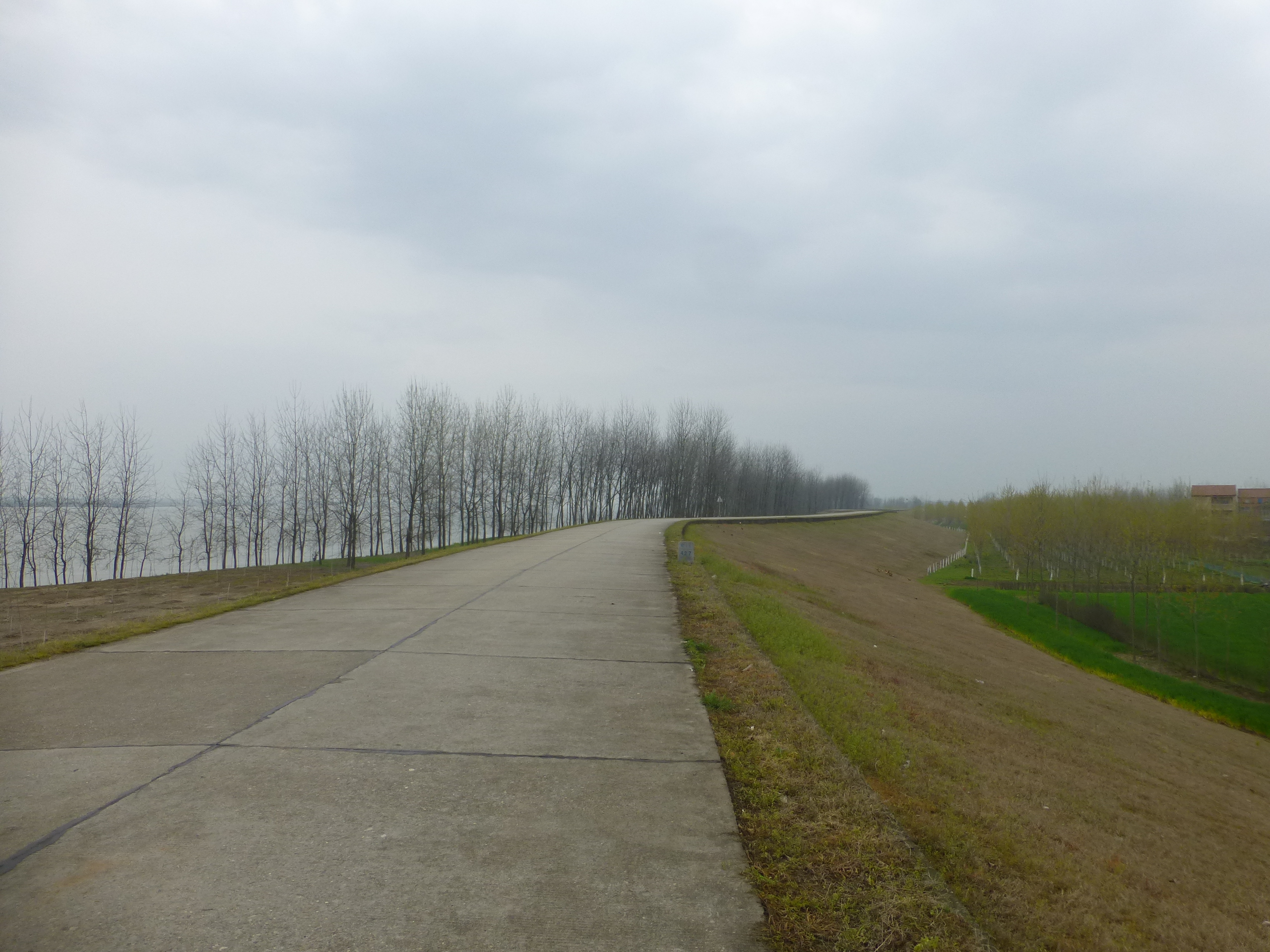
Сотни километров дамб защищают деревни и сельскохозяйственные угодья от наводнений

Цзянханьская равнина — главный сельскохозяйственный район центральной китайской провинции Хубэй: огромные площади заняты под рисовые поля, плантации пшеницы, кукурузы и хлопчатника. Равнина густо населена. Крупнейший город — Ухань.